# Kaiserpfalz (Gemeinde)
Kaiserpfalz ist eine Gemeinde im Burgenlandkreis in Sachsen-Anhalt. Sie wurde zum 1. Juli 2009 aus dem freiwilligen Zusammenschluss der Gemeinden Bucha, Memleben und Wohlmirstedt gebildet. Die Gemeinde gehört der Verbandsgemeinde An der Finne an.

## Gemeindename
Im 10. Jahrhundert lag im Ortsteil Memleben eine noch nicht sicher lokalisierte Pfalz der Ottonen, hier urkundeten der erste sächsische König des ostfränkischen Reiches Heinrich I. und sein Sohn Otto I. Beide starben auch in Memleben. Otto II. stiftete vor oder im Jahr 979 unweit der Pfalz ein Benediktinerkloster, dessen  Reste  heute das Ortsbild prägen. Die neugegründete Gemeinde wurde hiernach benannt.

## Gliederung
Zur Gemeinde Kaiserpfalz gehören die folgenden Ortsteile (in Klammern die Einwohnerzahlen):
| Ortschaft          | Ortsteile                      |  |
| ------------------ | ------------------------------ |  |
| Bucha (273)        |                                |  |
| Memleben (528)     | Wendelstein (112)              |  |
| Wohlmirstedt (438) | Allerstedt (376) Zeisdorf (79) |  |

## Politik

### Wappen und Flagge
Der Landrat des Burgenlandkreises erteilte der Gemeinde Kaiserpfalz am 20. September 2024 die Genehmigung zum Führen eines Wappens und einer Flagge, die vom Kommunalheraldiker Jörg Mantzsch aus Magdeburg gestaltet worden sind.
Wappenbeschreibung
„In Silber eine schwarzgefugte rote Zinnenmauer mit zwei Durchbrüchen, mittig von einer Säule gestützt. Vorn eine aus einem schwarzgefugten roten Brunnen wachsende Linde, hinten ein beblätterter grüner Buchenzweig. Im Schildhaupt vier blaue Weintrauben mit grünen Blättern. Abgesetzt über dem Schildhaupt eine goldene Krone mit sieben stilisierten Weinblättern.“
Flaggenbeschreibung
„Die Flagge ist grün-weiß gestreift (Längsformat: Streifen 1:1 senkrecht verlaufend) und mittig mit dem Wappen belegt.“

## Kultur und Sehenswürdigkeiten
Im Ortsteil Memleben befindet sich der Erlebnistierpark Memleben.

## Söhne und Töchter der Gemeinde
- Hans-Joachim Lüttich (1884–??), Sportschütze